# Музей на гипсовите отливки на Философския факултет
Музеят на гипсовите отливки на Философския факултет (на гръцки: Μουσείο Εκμαγείων της Φιλοσοφικής Σχολής) е музей в град Солун, Гърция.

## История
Музеят заема две зали в мазето на новата сграда на Философския факултет на Солунския университет. Колекцията му се състои от гипсови отливки, реплики и оригинални археологически артефакти. Музеят е основан от преподавателя по класическа археология Константинос Ромеос със самото основаване на Факултета в 1928 – 1930 г. Колекцията от гипсови отливки на мраморни и глинени оригинали и реплики на произведения на изкуството от метал е най-добрата в Гърция. В Зала А са изложени реплики на творби от архаичната и класическата епоха, докато в Зала Б – от елинистичната и римската. Сред тях са копия на фриза на Партенона, вотивни релефи и погребални колони, статуи, плочи, монети, декоративни керемиди, погребални урни и маски.